# Liste der Ehrenbürger von Freyung
Das Ehrenbürgerrecht ist die höchste Auszeichnung der niederbayerischen Kreisstadt Freyung.
Gemäß der 1970 erlassenen Satzung über Ehrungen der Stadt Freyung kann es an Persönlichkeiten verliehen werden, die sich um die Stadt in ganz hervorragendem Maße verdient gemacht haben. Zur Einreichung von Vorschlägen ist jeder Bürger der Stadt Freyung berechtigt. Über Vorschläge entscheidet der Stadtrat in nichtöffentlicher Sitzung. Über die Ernennung zum Ehrenbürger wird eine Urkunde ausgefertigt. Sie wird in feierlicher Form, in der Regel in einer Sitzung des Stadtrates, vorgenommen. Die Verleihung des Ehrenbürgerrechts ist auf zehn lebende Persönlichkeiten beschränkt. Ehrenbürger sind zu festlichen Veranstaltungen der Stadt als Ehrengäste einzuladen. Die Ehrung kann wegen unwürdigen Verhaltens mit einer Mehrheit von zwei Dritteln der stimmberechtigten Mitglieder des Stadtrates widerrufen werden.
Seit 1970 wurde insgesamt neun Personen diese Ehrung zuteil.
Hinweis: Die Auflistung erfolgt chronologisch nach Datum der Zuerkennung.

## Die Ehrenbürger der Stadt Freyung
1. Max Leutgeb (* 12. Mai 1901; † 25. April 1975 in Freyung)
Prälat
Verleihung am 8. September 1970
Leutgeb war vom 16. Mai 1946 bis 16. September 1970 Pfarrer in Freyung.
2. Hans Kapfinger (* 27. Dezember 1902 in Adldorf; † 28. Juli 1985 in Passau)
Zeitungsverleger
Verleihung am 21. Dezember 1971
Kapfinger war Herausgeber der Passauer Neuen Presse.
3. Josef Lang († 7. Juni 1977)
Altbürgermeister
Verleihung am 12. Dezember 1974
Lang wurde für seine Verdienste als Bürgermeister der Stadt ausgezeichnet.
4. H.-G. Roederstein
Unternehmer
Verleihung am 14. April 1981
5. Nikolaus Madl († 8. März 1992)
Rektor i. R.
Verleihung am 22. September 1989
Heimatkundler
6. Franz Schumertl (* 11. Juni 1925; † 2004)
Altlandrat
Verleihung am 2. Juni 1995
Schumertl war von 1970 bis 1990 Landrat der Landkreise Wolfstein und Freyung-Grafenau.
7. Leopold Pilsl (* 15. November 1918 in Ramesberg; † 19. Oktober 2014 in Freyung)
Geistlicher Rat. Kooperator in Spiegelau (1950), Tittling (1952), Breitenberg (1953). Pfarrer in Kreuzberg von 1959 bis 1998.
Verleihung am 2. November 1998
8. Fritz Wimmer
Altbürgermeister (Bürgermeister 1978–2002)
Verleihung im Jahr 2003
9. Josef Wagmann
Verleihung am 21. Juli 2013